# Freddie Tuilagi
Pour les articles homonymes, voir Tuilagi.
Pas d'image ? Cliquez ici

a Compétitions nationales et continentales officielles uniquement.

b Matchs officiels uniquement.
Fereti "Freddie" Tuilagi, né le 9 juin 1971 à Apia (Samoa), est un joueur de rugby à XV. Il est l'aîné de la fratrie Tuilagi, qui compte les internationaux samoans Henry, Anitele'a, Alesana et Vavae, ainsi que l'international anglais Manu.
Il est trois-quarts centre et mesure 1,80 m pour 102 kg. En septembre 2005, il est embauché pour trois mois par Castres en tant que joker médical, à la suite de la blessure de José María Núñez Piossek. Il joue huit matchs de championnat et quatre de coupe d'Europe.

## Carrière

### En équipe des Samoa
- Freddie Tuilagi a connu sa première sélection le 25 juin 1994 contre le pays de Galles (déjà sélectionné pour la coupe du monde en 1991, il ne participe finalement à aucun match).

## Statistiques

### En équipe des Samoa
- 17 sélections.
- 2 essais, 10 points.
- Sélections par année : 1 en 1992, 3 en 1994, 3 en 1995, 2 en 2000, 3 en 2001, 5 en 2002

#### Coupe du monde
- 1995 : 1 sélection (contre les Springboks).